# 城井鎮房
城井鎮房（1536年－1588年5月15日）是日本戰國時代至安土桃山時代於豐前國的戰國大名。城井氏第16代當主。城井谷城城主。父親是城井長房。
被稱為「怪力無雙」的人物，擅用強弓。

## 生平
在天文5年（1536年）出生，家中長男。初名是貞房。因為父親長房熱心於介入本家血脈下野宇都宮氏的內亂，所以很早就受托管理領國。最初屬於大內義隆，後來義隆因為陶隆房在1551年的謀反而被殺死後，就臣服於已經確立豐前國支配權的大友義鎮（後來的大友宗麟）。迎娶義鎮的妹妹為正室，並向義鎮得到一字拜領，改名為鎮房。不過大友氏的勢力在天正6年（1578年）的耳川之戰以後衰退（城井勢力亦有在耳川之戰中參戰），於是臣屬於薩摩國的島津義久，顯示出巧妙的處世手段。
豐臣秀吉在天正14年（1586年）發動九州征伐，此時亦臣服於秀吉，但自稱生病而未隨同出陣，而是令兒子朝房率少數軍勢從軍，招致秀吉不信任。天正15年（1587年），秀吉決定將之移封至伊予國，並通過安國寺惠瓊來命令交出城井世代所持有的藤原定家『小倉色紙』。由於豐前是從父祖開始傳來的領地，以及想守護家寶，是故鎮房拒絕接受朱印狀而大大激怒秀吉，並且與新成為豐前6郡領主的黑田孝高有著不穩的氣氛。毛利勝信提議鎮房交出城井谷城，之後再向秀吉求情，於是鎮房交出城井谷城，但是已數度被激怒的秀吉拒絕使城井氏保有領地，於是鎮房下定決心，於同年10月急襲並奪回城井谷城，之後籠城以迎撃豐臣軍。
鎮房以地利並用游擊戰的方式，击退前來攻击的黑田長政率領的豐臣軍。對著天險要塞城井谷城而陷入苦戰的黑田孝高築城並採取持久戰，並攻下其他國人勢力。12月下旬，以維持領地和13歳女兒鶴姬作人質為條件而降伏於豐臣。不過長政認為城井一族在過去反覆無常，懷柔會有困難，仍決定斬草除根。天正16年（1588年）4月20日，鎮房因著長政的邀請而前往中津城，而孝高授與長政謀略，鎮房的家臣團首先被留在合元寺，自身帶著少數從者入城，最後在酒席上被謀殺。同行的小姓松田小吉則在京町筋被殺。留在合元寺的家臣團亦與黑田勢進行廝殺，最終全員身亡。而父親長房亦為攻至城井谷城的黑田勢殺害，嫡男朝房因為鎮壓一揆而與黑田孝高同行，於肥後國的陣中為孝高所暗殺。鶴姬與13名侍女一同為長政在山國川的河邊、廣津的千本松河原由手下以磔刑殺害。唯獨朝房正在懷孕的妻子龍子成功逃走，並誕下一子宇都宮朝末。朝末的孫兒宇都宮信隆（高房）獲得越前松平家所登用，使城井氏的血脈得以存續。而鎮房的弟弟彌次郎成為島津氏家臣，並生下子孫。

## 逸話
- 相傳在死後，中津城出現鎮房的亡靈，而黑田長政感到極之畏懼，而黑田孝高亦對以謀略殺害勇將鎮房一事感到後悔，於是在中津城內建造城井神社，以祭祀鎮房，後來在成為黑田氏的居城福岡城中亦有建造。
- 在鶴姬被處以磔刑的千本松河原（今築上郡吉富町小犬丸），在後來建造了祭祀鶴姬的宇賀神社。在1907年與貴船神社合祀並成為宇賀貴船神社。
- 在中津城下的合元寺等待的城井家臣的家老渡邊右京進等人，在鎮房被暗殺時亦被殺死。合元寺的牆壁上留有血漬，而現在亦被塗上紅色。
- 城井氏自古以來就流傳被稱為「艾蓬之射法」（艾蓬の射法）的秘法。相傳神功皇后在三韓征伐中使用，由中臣氏繼承，再被傳授至宇都宮信房的遠祖兼關白藤原道兼，再由其子孫宇都宮家流傳下去。作為占卜吉凶、辟邪、以及祈求戰勝的弓術儀式，代代由子孫流傳，而且當主以外的人不準運用。而「艾蓬之射法」亦在城井一族滅亡後斷絕，得知此事的秀吉深感後悔。
- 不喜歡當時與茶道一同普及並流行的抹茶，而是愛好煎茶。亦積極勸導城下的住民栽培茶葉，京都町犀川地區有名産品「帆柱茶」流傳。

## 登場作品
書籍
- （作者：高橋直樹，文春文庫，2004年刊）
- （作者：宇都宮泰長，鵬和出版，1997年）
- （作者：屋代尚宣，梓書院，2014年）

電視劇
- 『軍師官兵衛』（2014年，演員：村田雄浩）
- 、1999年、ISBN 4-87415-267-8
- 、2008年、ISBN 9784863502871
- 、1997年、ISBN 9784816704321
- 、2000年、ISBN 9784874153215